# Eudamidas I.
Eudamidas I. (altgriechisch Εὐδαμίδας Eudamídas) war ein spartanischer König aus dem Haus der Eurypontiden, er war Sohn des Archidamos III., wurde 331 oder 330 v. Chr. Nachfolger seines Bruders Agis III.
Eudamidas soll trotz des Widerstandes großer Teile des Demos, insbesondere gegenüber Makedonien, eine friedliche Politik vertreten haben. Eudamidas starb vor 294 v. Chr.  